# Paulinho Caruso
Paulinho Caruso é um premiado diretor de videoclipes, curtas e longas-metragens, programas de televisão e publicidade do Brasil. Começou a carreira de diretor na Onion Studios, extinta empresa de computação gráfica brasileira. Atualmente integra o grupo de diretores da O2 Filmes. Recentemente dirigiu e escreveu com Teo Poppovic, o roteiro do longa-metragem "TOC: Transtornada Obsessiva Compulsiva" estrelado pela atriz e comediante Tatá Werneck.
É filho do cartunista Paulo Caruso.

## Filmes
Curta-metragem:
- Hoje tem Fla x Flu, (2003), 3 min.
- McLaren Descendo a Escada, (2003), 1 min.
- O Jovem Cineasta do 3º Mundo, (2003), 14 min.
- Trauma filmes, (2003), 4 min.
- Rommates, Nemo & Super 8, (2004), 7 min.
- Stuck in the Frame, (2004), 5 min.
- The Couple, (2004), 1 min.
- Wet in Love, (2004), 3 min.
- Jaguar: Um Homem ou Um Rato, (2005), 17 min.
- Xangô, (2005), 7 min.
- Tropiabbas, (2006), 15 min.[2]
- Alphaville 2007 D.C., (2007), 16 min.[3][4]
- Penas (2012) 17 min

Videoclipes:
- "Cartas pra Você" NX Zero, (2009), produtora O2 filmes
- "Pela Última Vez" NX Zero, (2008), produtora Geral Filmes
- "Semáforo" Vanguart, (2008), produtora Talk films
- "Some Way Through This" Black Ghosts, (2007), produtora Geral Filmes.[5]
- "Tem Cor Age" Záfrica Brasil, (2007), produtora Geral Filmes
- "Boca do Lixo" Banzé, (2007), produtora Geral Filmes
- "República de Los Bananas" Los Pirata, (2007) produtora Geral Filmes
- "Cachaça" Vanguart, (2006), produtora Onion Studios
- "Corina" Garotas Suecas, (2006), produtora Onion Studios
- "Cerveja Barata" Rock Rocket, (2006), produtora Onion Studios
- "Doce Ilusão" Banzé, (2006), produtora Onion Studios

Longa-metragem:
- "TOC: Transtornada Obsessiva Compulsiva" (2017), 1h e 36min

## Televisão
- "No Estranho Planeta dos Seres Audiovisuais", (2009), produtora Primo Filmes.[6][7]

## Nomeações & Premiações
- Video Music Brasil 2006, vencedor na categoria Melhor Videoclipe Independente
- Video Music Brasil 2006 indicado ao prêmio de Melhor Direção em Videoclipe
- Festival de Gramado (2007), vencedor nas categorias:[8] Curta-Metragem em 35mm, Montagem (Curta-Metragem em 35mm) e Roteiro (Curta Metragem em 35mm), com o filme "Alphaville 2007 D.C.".[9]
- Festival do Rio (2007), premiado pela Associação Brasileira de Documentarista e Curta-metragista do Rio de Janeiro (ABD&C), menção honrosa com "Alphaville 2007 D.C".[10]
- 23 Festival Internacional de Curta-Metragens de Hamburgo, selecionado para competição oficial com "Alphaville 2007 d.C.".[11]
- 11 Festival de Cinema Luso-Brasileiro de Santa Maria da Feira, prêmio Onda Curta
- 18º Festival Internacional de curtas-metragens de São Paulo, Prêmio do Público / Espaço Unibanco de Cinema para "Alphaville 2007 d.C.
- Tampere International Short Film Festival, selecionado para a competição Lab10 com "Alphaville 2007 d.C.".[12]
- Festival de Cinema e Vídeo de Cuiaba 2008, melhor curta-metragem segundo o público, com "Alphaville 2007 d.C.".[13]
- Video Music Brasil 2008, vencedor na categoria Melhor Videoclipe do Ano